# Tokigawa
Tokigawa (japanska: ときがわ町?, Tokigawa-machi) är en landskommun (köping) i Saitama prefektur i Japan.  